# Менгеша, Арая
Арая Менгеша (род. 23 июля 1987) — канадский актёр, наиболее известный по роли Кандаэ в фильме «Медсестра. Боец. Мальчик» , Майкла в Cul de sac и Дзоффи в Ruby Skye PI: The Maltese Puppy .

## Биография
Менгеша родился в Торонто в семье международного бизнес-консультанта эфиопско-канадского происхождения Стефаноса Менгеши Сейюма и матери эритрейско-канадского происхождения Селамавит Кирос. Через своего отца он является членом императорской семьи Эфиопии. Он двоюродный брат театрального режиссёра Вейни Менгеша.
С 2002 по 2009 год вместе с Дэвидом Эйсером и Кристиной Брокколини был ведущим документального телесериала «Таинственные охотники».
Премьера его короткометражного фильма «Дефунд», снятого совместно с Хадиджей Робертс-Абдуллой, состоялась на Международном кинофестивале в Торонто в 2021 году, фильм был включён в ежегодный список десяти лучших канадских фильмов на конец года по версии TIFF за 2021 год.

## Фильмография
| Год           | Заголовок                               | Роль                           | Примечания       |
| ------------- | --------------------------------------- | ------------------------------ | ---------------- |
| 2002-2009 гг. | Охотники за тайнами                     | Сам                            |                  |
| 2002 г.       | Убеждение                               | Уильям Конамахер               | ТВ фильм         |
| 2008 г.       | Медсестра. Боец. Мальчик                | Кандаэ                         |                  |
| 2010          | Никита                                  | Бен Прентис                    |                  |
| 2011          | Деграсси: Следующее поколение           | Парень из братства № 1         |                  |
| 2012          | Тупик                                   | Майкл                          | короткометражный |
| 2013          | В надежде на спасение                   | Ден Байли                      |                  |
| 2014          | Руби Скай PI: щенок мальтийской болонки | Дзоффи                         | Веб-сериал       |
| 2014          | Райана Гослинга нужно остановить        | Парень на автобусной остановке | телесериал       |
| 2018-2019     | Энн                                     | Элайджа                        |                  |
| 2020          | Маленькие красивые вещи                 | Тайлер Стройер                 | 5 серий          |
| 2021          | Никто                                   | Павел                          |                  |
| 2021          | Дефунд                                  | Брат                           |                  |